# Damien Debaisieux
Damien Debaisieux (Saint-Quentin, 12 juni 1971) is een trappist en de abt van de abdij Notre-Dame de Scourmont ("abdij van Chimay") in Forges.

## Achtergrond
Damien Debaisieux werd geboren in Frankrijk in Saint-Quentin, in het bisdom Soissons. Hij studeerde theologie aan het Séminaire des Carmes van het Institut Catholique de Paris. In 2004 trad hij in als trappist in de abdij van Chimay, waar hij in 2010 de eeuwige geloften aflegde. In 2013 werd hij er tot diaken gewijd door Guy Harpigny, bisschop van Doornik, en in 2014 tot priester. In de abdij kreeg hij de functie van novicemeester en cellerier (verantwoordelijke voor de huishoudelijke aangelegenheden).

## Abt
Op 17 november 2017 werd hij door het kapittel van de abdij tot abt gekozen als opvolger van Armand Veilleux, die 80 jaar geworden was. Op 17 december 2017 volgde de officiële zegening als abt.